# Gerhild Halfmeier
Gerhild Halfmeier, geb. Kern, (* 13. November 1942 in Prenzlau; † 20. April 2020) war eine Hamburger Politikerin der Sozialdemokratischen Partei Deutschlands (SPD) und Mitglied der Hamburgischen Bürgerschaft.

## Leben und Politik
Halfmeier war die Tochter des Espelkamper Bürgermeisters Wilhelm Kern (1905–1967). Die studierte Lehrerin trat im Jahr 1969 in die SPD ein und war von 1978 bis 1986 Abgeordnete der Bezirksversammlung Hamburg-Eimsbüttel. Zudem war sie in den Jahren 1982 bis 1986 Vorsitzende des Ortsausschusses Hamburg-Lokstedt.
In der Hamburgischen Bürgerschaft saß sie von 1986 bis 1997. In der Zeit war sie unter anderem im Ausschuss für Schule, Jugend und Berufsbildung, Sportausschuss und Kulturausschuss.
Neben ihrer parlamentarischen Arbeit war sie Mitglied der Gewerkschaft Erziehung und Wissenschaft (GEW) und ehrenamtlich stark engagiert.